# Associazione Sportiva Astrea 1998-1999
Questa voce raccoglie le informazioni riguardanti l'Associazione Sportiva Astrea nelle competizioni ufficiali della stagione 1998-1999.

## Rosa
| N. |                   | Ruolo | Calciatore           |
| -- | ----------------- | ----- | -------------------- |
|    | Italia (bandiera) | A     | Fabio Adornato       |
|    | Italia (bandiera) | A     | Stefano Aglitti      |
|    | Italia (bandiera) | P     | Alessio Assogna      |
|    | Italia (bandiera) | C     | Stefano Bertini      |
|    | Italia (bandiera) | D     | Emiliano Bisello     |
|    | Italia (bandiera) | A     | Antonio Campagna     |
|    | Italia (bandiera) | C     | Giulio Canale        |
|    | Italia (bandiera) | A     | Roberto Capozzi      |
|    | Italia (bandiera) | A     | Fabrizio Carli       |
|    | Italia (bandiera) | D     | Herni Carnesecchi    |
|    | Italia (bandiera) | C     | Giuseppe Centrone    |
|    | Italia (bandiera) | A     | Alessandro Cordelli  |
|    | Italia (bandiera) | C     | Simone Cruciani      |
|    | Italia (bandiera) | C     | Maurizio Santi Dalia |
|    | Italia (bandiera) | P     | Antonino Davì        |
|    | Italia (bandiera) | D     | Massimiliano Di Luca |
|    | Italia (bandiera) | C     | Fabio Gallo          |
|    | Italia (bandiera) | D     | Francesco Giordani   |

| N. |                   | Ruolo | Calciatore           |
| -- | ----------------- | ----- | -------------------- |
|    | Italia (bandiera) | P     | Sergio Izzi          |
|    | Italia (bandiera) | D     | Orlando Legnani      |
|    | Italia (bandiera) | D     | Mirko Mancini        |
|    | Italia (bandiera) | C     | Valerio Mancini      |
|    | Italia (bandiera) | C     | Marco Marziale       |
|    | Italia (bandiera) | D     | Angelo Mattei        |
|    | Italia (bandiera) | C     | Massimo Milana       |
|    | Italia (bandiera) | C     | Giovanni Paris       |
|    | Italia (bandiera) | D     | Alessio Piccheri     |
|    | Italia (bandiera) | D     | Riccardo Piergentili |
|    | Italia (bandiera) | C     | Tullio Polidori      |
|    | Italia (bandiera) |       | Reibaldi             |
|    | Italia (bandiera) | D     | Fabrizio Salvatore   |
|    | Italia (bandiera) | D     | Silvio Saponaro      |
|    | Italia (bandiera) | D     | Ubaldo Spalletti     |
|    | Italia (bandiera) | D     | Valerio Staffa       |
|    | Italia (bandiera) | A     | Mauro Venturi        |